# 大垣市医師会准看護学校
大垣市医師会准看護学校（おおがきしいしかいじゅんかんごがっこう）は、社団法人大垣市医師会が運営する准看護師学校。
社団法人大垣市医師会は、大垣市医師会准看護学校の他に大垣市医師会看護専門学校（2006年開校）も運営している。

## 構成学科
- 准看護科（2年課程） - 卒業により准看護師の国家試験の受験資格が与えられる。

## 所在地
- 岐阜県大垣市新田町1丁目8番地

## 略歴
- 1919年（大正8年）12月27日：大垣市医師会が設立。
- 1920年（大正9年）4月1日：大垣市医師会附属養成所が開校。大垣市外側町の中尋常小学校（現大垣市立興文小学校）の教室の一つを借りていた。
- 1934年（昭和9年）5月1日：大垣市清水町の浅井病院の中に移転。
- 1947年（昭和22年）11月1日：大垣市医師会が社団法人化。
- 1952年（昭和27年）4月1日：大垣准看護婦養成所に改称。
- 1956年（昭和31年）3月17日：大垣市医師会准看護婦養成所に改称。
- 1962年（昭和37年）4月1日：大垣市南頬町1-74に移転。
- 1971年（昭和46年）12月26日：現在地に移転。
- 1997年（平成9年）4月1日：男子の募集開始。
- 1998年（平成10年）4月1日：大垣市医師会准看護学校に改称。